# جوناثان كاستروفيجو
جوناثان كاستروفيجو (بالإسبانية: Jonathan Castroviejo)‏ (و. 1987  م) هو راكب دراجة هوائية إسباني، ولد في غوتكسو، شارك في طواف إسبانيا، وشارك في طواف إيطاليا 2014، وشارك في ركوب الدراجات في الألعاب الأولمبية الصيفية 2016، وشارك في سباق طواف فرنسا 2017، وشارك في طواف فرنسا 2018، وشارك في طواف إسبانيا 2014، وشارك في الألعاب الأولمبية الصيفية 2012، وشارك في سباق طواف فرنسا 2013، وشارك في طواف فرنسا، وشارك في طواف فرنسا 2019.

## سباقات أو مراحل فاز بها
| التاريخ        | السباق                                                   | المركز                   |
| -------------- | -------------------------------------------------------- | ------------------------ |
| 24 مايو 2009   | 2009 Ronde de l'Isard d'Ariège                           |                          |
| 15 مارس 2011   | تيرينو ادرياتيكو 2011                                    | الرابع في تصنيف أفضل شاب |
| 08 مايو 2011   | طواف كوميونيداد مدريد 2011                               |                          |
| 15 أبريل 2012  | فولتا كاستيلا ليون 2012                                  | السابع في التصنيف العام  |
| 12 أغسطس 2012  | طواف إينكو 2012                                          | السادس في التصنيف العام  |
| 17 فبراير 2013 | طواف الغارف 2013                                         | الثامن في التصنيف العام  |
| 28 أغسطس 2015  | تور دو بويتو-شارنتيس 2015                                |                          |
| 01 يناير 2016  | 2016 Chrono des Nations                                  |                          |
| 23 يونيو 2016  | بطولة اسبانيا للدراجات سباق ضد عقارب الساعة 2016         | الثاني في التصنيف العام  |
| 15 سبتمبر 2016 | سباق الزمن لنخبة الرجال - بطولة أوروبا للدراجات 2016     | الفائز في التصنيف العام  |
| 12 أكتوبر 2016 | سباق الزمن في بطولة العالم 2016                          | الثالث في التصنيف العام  |
| 23 يونيو 2017  | بطولة اسبانيا للدراجات سباق ضد عقارب الساعة 2017         | الفائز في التصنيف العام  |
| 23 يونيو 2017  | Spanish National Time Trial Championships 2017           | الفائز في التصنيف العام  |
| 15 أكتوبر 2017 | 2017 Chrono des Nations                                  |                          |
| 22 يونيو 2018  | Spanish National Time Trial Championships 2018           | الفائز في التصنيف العام  |
| 23 يونيو 2023  | 2023 Spain National Road Cycling Championships - Men ITT | الفائز في التصنيف العام  |

## روابط خارجية
- جوناثان كاستروفيجو على موقع الاتحاد الدولي للدراجات (الإنجليزية)
- جوناثان كاستروفيجو على موقع أرشيف الدراجات (الإنجليزية)
- جوناثان كاستروفيجو على موقع إحصائيات الدراجات الإحترافية (الإنجليزية)
- جوناثان كاستروفيجو على موقع نسبة الدراجات (الإنجليزية)
- جوناثان كاستروفيجو على موقع CycleBase (الإنجليزية)
- جوناثان كاستروفيجو على موقع أوليمبيديا (الإنجليزية)